# Holger Begtrup
Holger Christian Begtrup (* 28. Juni 1859 in Birkerød; † 5. Mai 1937) war ein dänischer evangelischer Theologe und Hochschullehrer.

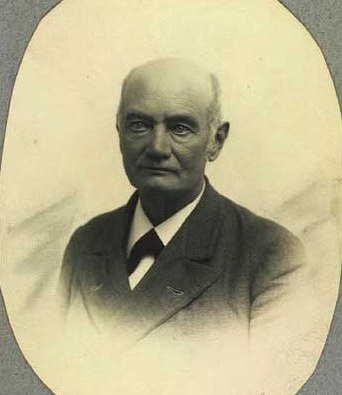
Holger Begtrup (um 1920)

## Leben
Begtrup war der Sohn des Pfarrers E. W. Begtrup und dessen Frau Elisabeth, geb. Mathiesen. Ab 1876 besuchte er die Metropolitanskolen im Kopenhagener Stadtteil Nørrebro. 1880 nahm er ein Studium der Evangelischen Theologie auf und wurde 1883 mit der Goldmedaille Prisopgave der Universität Kopenhagen ausgezeichnet.
1895 gründete er die Volkshochschule Frederiksborg, die unter seiner Leitung die größte des Landes wurde.

## Schriften
- C. Berg, en dansk Politikers Udviklingshistorie, 1896
- Den danske Højskole, 1901–1904
- Nikolai Frederik Severin Grundtvig: Udvalgte Skrifter, 10 Bände, 1904–1909
- Det danske Folks Historie i det 19:e Aarhundrede, 4 Bände, 1909–14
- Autobiografie, 1929